# Rudolph Schildkraut

Rudolph Schildkraut
(vor 1905)

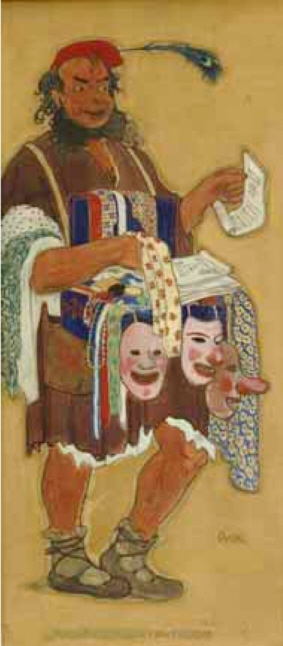
Emil Orlik: Rollenportrait Rudolph Schildkraut als Autolycus in Shakespeares „Ein Wintermärchen“, Berlin 1906

Rudolph Schildkraut (* 27. April 1862 in Konstantinopel; † 15. Juli 1930 in Los Angeles) war ein österreichischer Film- und Theaterschauspieler. Die letzten zehn Jahre seines Lebens verbrachte er in den USA.

## Leben
Im Osmanischen Reich als Kind eines jüdischen Hoteliers geboren, wuchs er in Brăila, Rumänien auf. In Wien erhielt er Schauspielunterricht bei Friedrich Mitterwurzer. Er debütierte zu Beginn der 1880er Jahre in Ödenburg, sein erstes festes Engagement erhielt er 1885 in Krems an der Donau.
1893 kam er nach Wien, um ein Engagement am soeben eröffneten Raimundtheater anzutreten. 1898 wechselte er an das Carltheater. Unter anderem spielte er den Wurm in Kabale und Liebe. 1900 gelangte er an das Deutsche Schauspielhaus in Hamburg, 1905 an das Deutsche Theater in Berlin. Dort wurde er einer der wichtigsten Schauspieler im Ensemble von Max Reinhardt. Seinen Shylock, den er 1905 und 1913 in Reinhardts Inszenierungen von Der Kaufmann von Venedig darstellte, lobte Fritz Kortner als „Monument der Schauspielkunst“. Weitere bedeutende Rollen waren die Titelgestalt in König Lear (1908), Mephisto in Faust I (1909), Muley Hassan in Die Verschwörung des Fiesco zu Genua (1909), Totengräber in Hamlet (1909) und Peter Bast in Knut Hamsuns Vom Teufel geholt (1914). 1910/11 gastierte Schildkraut erstmals in den USA.
Rudolph Schildkraut war Vorsitzender des Vereins zur „Förderung jüdischer Kunst“ in Berlin.
Die Eröffnungsrede am Sonntag, dem 17. November 1907, in der „Ausstellung jüdischer Künstler“ in Berlin erhielt reichen Beifall.
Als Filmschauspieler wurde er im Deutschen Reich zu Beginn der Stummfilmära bekannt. Er spielte Hauptrollen in mehreren Filmdramen. Sein erster Film war Der Shylock von Krakau, sein letzter deutschsprachiger Film war eine Biografie des Zionismus-Begründers Theodor Herzl, in der Schildkraut „Das ringende Israel“ verkörperte.
1920 wanderte er endgültig nach Amerika aus und debütierte im selben Jahr in New York City in dem Stück Silent Forces. Ab 1922 spielte er auch in englischer Sprache. 1925 gründete er seine eigene jüdische Bühne in New York.
In seinen letzten fünf Lebensjahren spielte er in einigen Hollywood-Produktionen mit. Sein bekanntester Film, der ihn auch in Amerika berühmt machen sollte, war König der Könige von Cecil B. DeMille aus dem Jahr 1927, in dem er den Hohepriester Kaiphas verkörperte.
Er war mit Erna Weinstein verheiratet, mit der er einen Sohn, Joseph (1896–1964) hatte, der ebenfalls als Schauspieler bekannt wurde.
Rudolph Schildkraut starb im Alter von 68 Jahren an einem Herzinfarkt. Sein Sohn erlag nahezu im selben Lebensalter ebenfalls einem Herzinfarkt.

## Filmografie
- 1913: Der Shylock von Krakau
- 1914: Ivan Koschula
- 1914: Lache, Bajazzo!
- 1915: Der Narr des Schicksals
- 1915: Dämon und Mensch
- 1915: Das achte Gebot
- 1915: Schlemihl
- 1916: Der Glücksschneider
- 1916: Das tanzende Herz
- 1916: Das Wiegenlied
- 1919: Der Hofmusiker
- 1919: Umsonst gekämpft
- 1919: Der Pascha
- 1920: Gerechtigkeit
- 1921: Theodor Herzl, der Bannerträger des jüdischen Volkes
- 1925: Seine Söhne (His People)
- 1926: Young April
- 1926: Pals in Paradise
- 1927: König der Könige (The King of Kings)
- 1927: Der Landarzt (The Country Doctor)
- 1927: Sein Herzensjunge (A Harp in Hock)
- 1927: Turkish Delight
- 1927: The Main Event
- 1928: Die neue Heimat (A Ship Comes In)
- 1929: Christina